# Национальная галерея старинного искусства

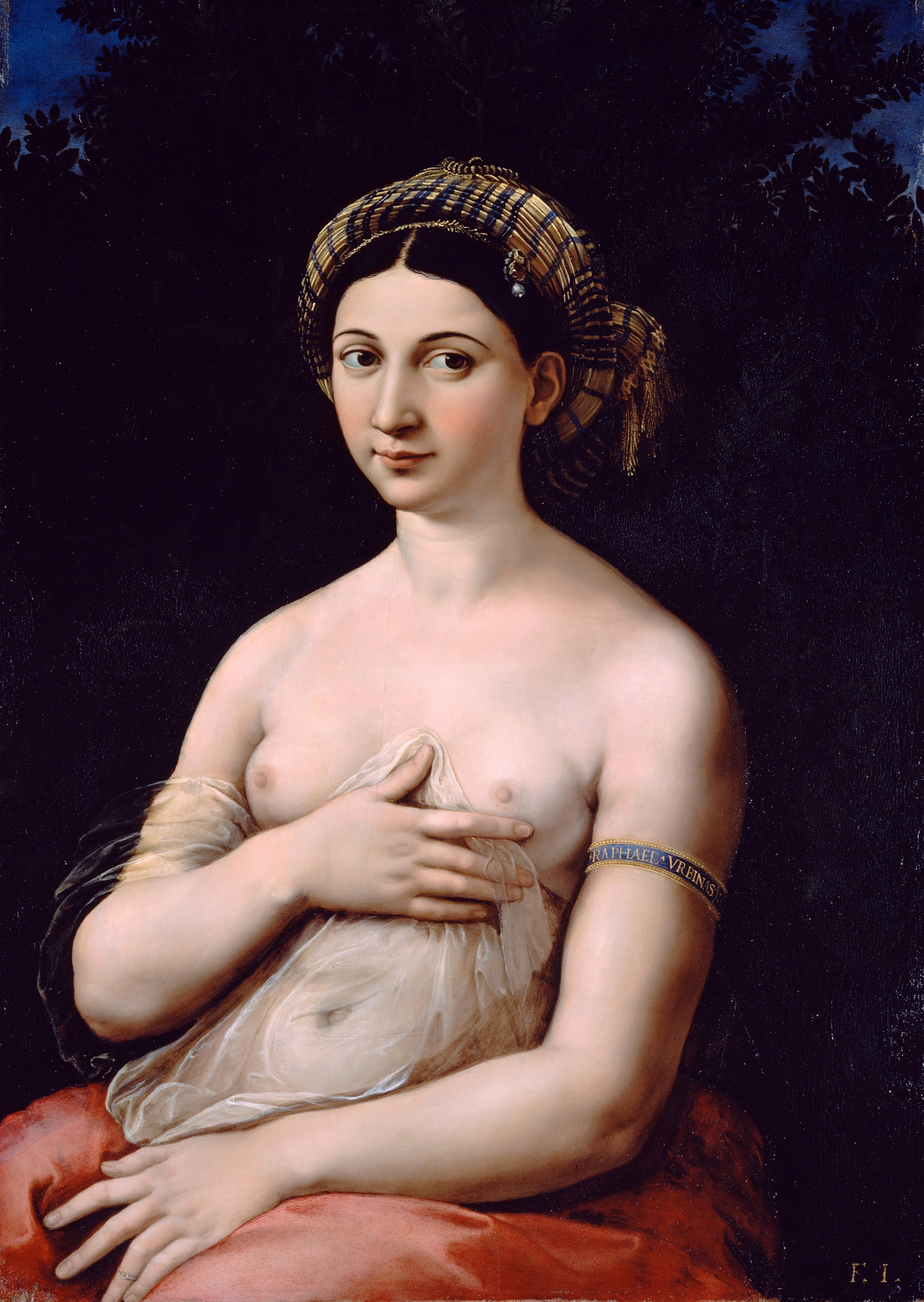
«Форнарина» Рафаэля

Национальная галерея старинного искусства (Galleria Nazionale d'Arte Antica) — художественная галерея в Риме, занимает два исторических здания — палаццо Барберини и палаццо Корсини.   

## История
Палаццо Корсини — постройка XV века, перестроенная 250 лет спустя в стиле позднего барокко. Палаццо Барберини — здание в стиле барокко, в котором находится Национальная галерея античного искусства. В 1623 году Папа Урбан VIII начал строительство своего римского особняка. В разработке проекта участвовали трое выдающихся архитекторов: Карло Мадерна, Франческо Борромини и Джованни Лоренцо Бернини. Когда Мадерна умер в 1629 году, Борромини и Пьетро да Кортона продолжали работать над строительством дворца под руководством Бернини.
После смерти Урбана VIII в 1644 году дворец был конфискован в папскую казну, но вернулся к семейству Барберини в 1653 году. C 1934 года семья Барберини сдавала большую часть своего здания в аренду Офицерскому клубу Вооруженных сил с истечением контракта в 1953 году. Тем не менее, в 1949 году Палаццо Барберини было приобретено государством для размещения Национальной галереи античного искусства (часть которой была помещена в Палаццо Корсини) после добавления картин из ценнейших коллекций Торлония, Киджи, Одескальки и других, в том числе знаменитой «Форнарины» Рафаэля. Аренда Офицерскому клубу была продлена до 1965 года, однако споры длились десятилетиями и до 2006 галерея могла использовать лишь часть помещений. После чего началась планомерная реставрация здания. С июля 2011 года Палаццо Барберини со всеми его комнатами стал полностью доступным для посетителей после шестидесяти лет реконструкции.

## Выставочный фонд
В галерее представлены картины Караваджо «Нарцисс», «Юдифь и Олоферн»), Гольбейна, Рафаэля («Форнарина»), Пуссена, Тинторетто, Тициана, Гвидо Рени, Рубенса, Мурильо, автопортрет Бернини «Давид», «Мадонна с младенцем» Филиппо Липпи, «Поклонение пастырей» и «Крещение Христа» Эль Греко  и других художников, а также мебель, майолика и фарфор. 